# Унін-Кольонія
Унін-Кольонія (пол. Unin-Kolonia) — село в Польщі, у гміні Гарволін Ґарволінського повіту Мазовецького воєводства.
Населення — 366 осіб (2011).
У 1975-1998 роках село належало до Седлецького воєводства.

## Демографія
Демографічна структура станом на 31 березня 2011 року:
|          | Загалом | Допрацездатний вік | Працездатний вік | Постпрацездатний вік |
| -------- | ------- | ------------------ | ---------------- | -------------------- |
| Чоловіки | 174     | 39                 | 117              | 18                   |
| Жінки    | 192     | 52                 | 105              | 35                   |
| Разом    | 366     | 91                 | 222              | 53                   |